# Campeonato Mundial Histórico de Peso Semicompleto de la NWA
El Campeonato Mundial Histórico de Peso Semicompleto de la NWA es un campeonato promovido por el Consejo Mundial de Lucha Libre. Este campeonato fue creado cuando el Campeonato Mundial de Peso Semicompleto de la NWA dejó de ser reconocido por la National Wrestling Alliance debido a que la relación entre el CMLL y la NWA se rompió.

## Historia
Cuando Blue Demon Jr. comenzó a promover la NWA México en agosto de 2008, anunció que la National Wrestling Alliance no reconocía a los campeones mundiales que se encontraban en el CMLL, los cuales eran: Mephisto (Campeón de Peso Wélter), Averno (Campeón de Peso Medio), y Texano Jr. (Campeón de Peso Semicompleto), declarando que para la NWA esos títulos se encontraban vacantes.
Blue Demon Jr. confesó que trato de llegar a un acuerdo con la gente del CMLL, pero que nunca le dieron una respuesta, también dijo que se realizaría una eliminatoria para obtener a los nuevos campeones de las tres categorías, participando luchadores independientes de México, principalmente de la empresa Los Perros del Mal, aclarando que si los entonces campeones querían participar lo podían hacer como una táctica de defensa de sus campeonatos.
El 12 de agosto de 2010 el CMLL decidió cambiarle los nombres a los campeonatos de la NWA y llamarlos Campeonatos Históricos, llevando dicho nombre por toda la historia que los títulos representaban y así tener el control total de los ellos.

## Campeones
El Campeonato Mundial Histórico de Peso Semicompleto de la NWA es el campeonato secundario de la empresa, creado en 2008 debido a que, National Wrestling Alliance no reconocía a los campeones mundiales que se encontraban en el CMLL. El campeón inaugural fue El Texano Jr., quien fue otorgado por la empresa y desde esto, ha habido 6 distintos campeones oficiales, repartidos en 7 reinados en total. 
El reinado más largo en la historia del título le pertenece a Rey Bucanero, quien mantuvo el campeonato por 1256 días en su segundo reinado. Por otro lado, El Texano Jr. posee el reinado más corto en la historia del campeonato, con 124 días con el título en su haber.
En cuanto a los días en total como campeón (un acumulado entre la suma de todos los días de los reinados individuales de cada luchador), Rey Bucanero también posee el primer lugar, con 1319 días como campeón sus dos reinados. Le siguen Hechicero (650 días en su único reinado), Diamante Azul (629 días en su único reinado), Shocker (163 días en su único reinado) y El Texano Jr. (124 días en su único reinado).
El campeón más joven en la historia es El Texano Jr., quien a los 26 años y 123 días fue otorgado por la empresa. En contraparte, el campeón más viejo es Shocker, quien a los 39 años y 90 días derrotó a El Texano Jr. en un House show. En cuanto al peso de los campeones, Shocker es el más pesado con 103 kilogramos, mientras que Hechicero es el más liviano con 94 kilogramos.
Por último, Rey Bucanero es el luchador con más reinados, ya que poseen 2.

### Campeón actual
El actual campeón es Atlantis Jr., quien se encuentra en su primer reinado como campeón. Atlantis Jr. ganó el campeonato tras derrotar al excampeón Stuka Jr. el 4 de febrero de 2023 en Sábados de Coliseo.
Atlantis Jr. registra hasta el 29 de junio de 2025 las siguientes defensas televisadas:

### Lista de campeones
|   | Luchador      | N.º | Fecha                   | Días | Show o evento            | Notas y referencias                                                                 |
| - | ------------- | --- | ----------------------- | ---- | ------------------------ | ----------------------------------------------------------------------------------- |
| 1 | El Texano Jr. | 1   | 12 de agosto de 2010    | 123  | Conferencia de prensa    | Otorgado por el CMLL.                                                               |
| 2 | Shocker       | 1   | 14 de diciembre de 2010 | 164  | Evento en vivo           | [ 2 ]                                                                               |
| — | Vacante       | —   | 26 de mayo de 2011      | —    | N/A                      | Debido a una lesión de Shocker en la rodilla.                                       |
| 3 | Rey Bucanero  | 1   | 21 de junio de 2011     | 714  | Evento en vivo           | Derrotó a El Hijo del Fantasma en una eliminatoria para obtener nuevo campeón.      |
| 4 | Diamante Azul | 1   | 4 de junio de 2013      | 629  | Evento en vivo           | [ 4 ]                                                                               |
| — | Vacante       | —   | 23 de febrero de 2015   | —    | N/A                      | El campeonato se declaró vacante debido a que Diamante Azul se encuentra en Europa. |
| 5 | Rey Bucanero  | 2   | 8 de marzo de 2015      | 605  | Domingo Familiar         | Derrotó a La Sombra en la final del torneo para obtener nuevo campeón.              |
| 6 | Hechicero     | 1   | 2 de noviembre de 2016  | 650  | Martes de Nuevos Valores | [ 6 ]                                                                               |
| 7 | Stuka Jr.     | 1   | 14 de agosto de 2018    | 1634 | Martes de Nuevos Valores | [ 7 ]                                                                               |
| 8 | Atlantis Jr.  | 1   | 4 de febrero de 2023    | 876+ | Sábados de Coliseo       | [ 8 ]                                                                               |

### Total de días con el título
La siguiente lista muestra el total de días que un luchador ha poseído el campeonato, si se suman todos los reinados que posee.
A la fecha del 29 de junio de 2025.
| + | Indica el campeón actual |

| N.º | Campeón       | Reinados | Total de días |
| --- | ------------- | -------- | ------------- |
| 1   | Stuka Jr.     | 1        | 1634          |
| 2   | Rey Bucanero  | 2        | 1319          |
| 3   | Hechicero     | 1        | 650           |
| 4   | Diamante Azul | 1        | 629           |
| 5   | Atlantis Jr.  | 1        | 876+          |
| 6   | Shocker       | 1        | 163           |
| 7   | El Texano Jr. | 1        | 124           |

### Mayor cantidad de reinados
| Reinados | Luchador (es) |
| -------- | ------------- |
| 2 veces  | Rey Bucanero  |